# Marele icosaedru triambic
În geometrie marele icosaedru triambic este un poliedru stelat compus din 20 de hexagoane cu fețe neregulate care se intersectează. Are 60 de laturi și 32 de vârfuri și caracteristica Euler de −8. Este tranzitiv pe fețe, ceea ce înseamnă că toate fețele sale sunt simetrice între ele. Este dualul marele icosidodecaedru ditrigonal.

Fețele izoedrice

Vizual este identic cu icosaedrul triambic medial, astfel că în The Fifty-Nine Icosahedra sunt considerate aceeași stelare și au același simbol, De2f2. Aceste poliedre pot fi deosebite doar prin marcarea a căror intersecții dintre laturi sunt vârfuri adevărate și care nu sunt. În imaginea din casetă vârfurile adevărate sunt marcate de sfere aurii, care pot fi văzute în zonele concave în formă de Y. Alternativ, dacă fețele sunt formate pe baza regulii par-impar, structura internă a celor două forme va diferi.
Anvelopa convexă trece prin doar 12 vârfuri și este un icosaedru regulat.

## Mărimi asociate

### Unghiuri
Fețele sunt hexagoane neregulate, cu unghiuri alternante de {\displaystyle \arccos(-{\frac {1}{4}})\approx 104,477\,512\,185\,93^{\circ }} și {\displaystyle \arccos({\frac {1}{4}})-60^{\circ }\approx 15,522\,487\,814\,07^{\circ }}.

### Coordonate carteziene
Coordonatele carteziene ale vârfurilor marelui icosaedru triambic cu lungimea laturii 1, centrat în origine, sunt toate permutările pare ale:
{\displaystyle \left(\,\pm {\frac {3-\varphi }{5}},\,\pm {\frac {\varphi +2}{5}},\,0\,\right)}
{\displaystyle \left(\,\pm (1+\varphi ),\,\pm \varphi ,\,0\,\right)}
{\displaystyle \left(\,\pm {\frac {\sqrt {5}}{5}},\,\pm {\frac {\sqrt {5}}{5}}\,\pm {\frac {\sqrt {5}}{5}}\,\right)}
unde {\displaystyle \varphi ={\frac {1+{\sqrt {5}}}{2}}} este secțiunea de aur.

### Raza sferei înscrise
Raza sferei înscrise pentru lungimea laturii a este:
{\displaystyle r={\frac {\sqrt {3}}{3}}\,a\approx 0,577350\,a.}

### Volum
Următoarea formulă pentru volum V este stabilită pentru lungimea laturilor tuturor poligoanelor (care sunt regulate) a:
{\displaystyle V={\frac {175{\sqrt {2}}-75{\sqrt {10}}}{24}}\,a^{3}\approx 0,429856~a^{3}.}

## Forme înrudite

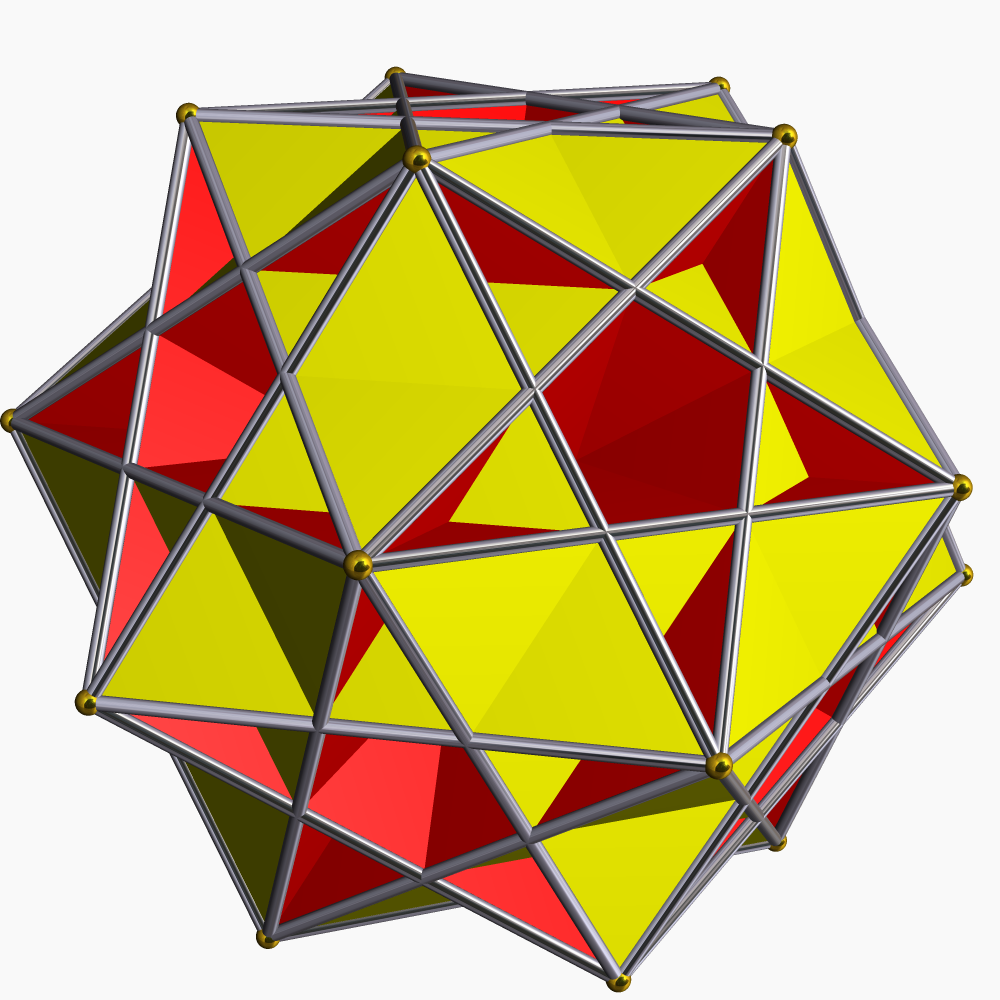
Dual: Marele icosidodecaedru ditrigonal

### Poliedru dual
Dualul său este dodecadodecaedrul ditrigonal, care este poliedrul uniform U47.

### Stelare
După The Fifty-Nine Icosahedra este a noua stelare a icosaedrului. După Wenninger, este al 34-lea model al său.

Diagrama de stelare
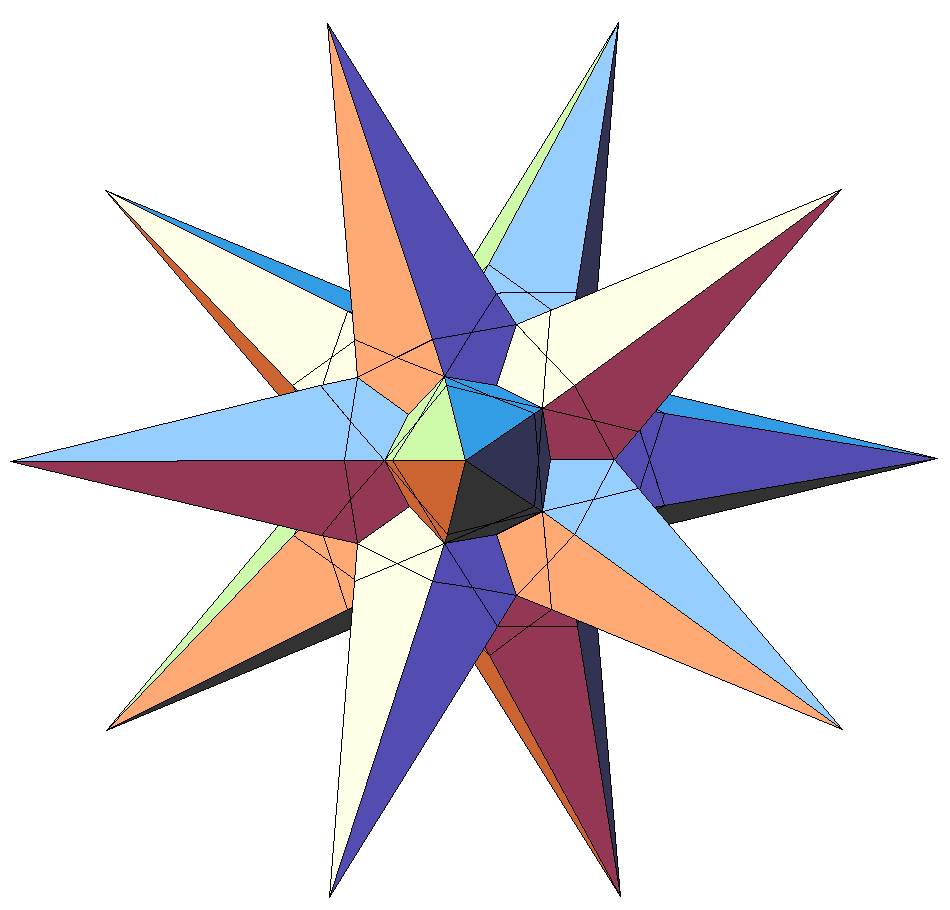
A noua stelare
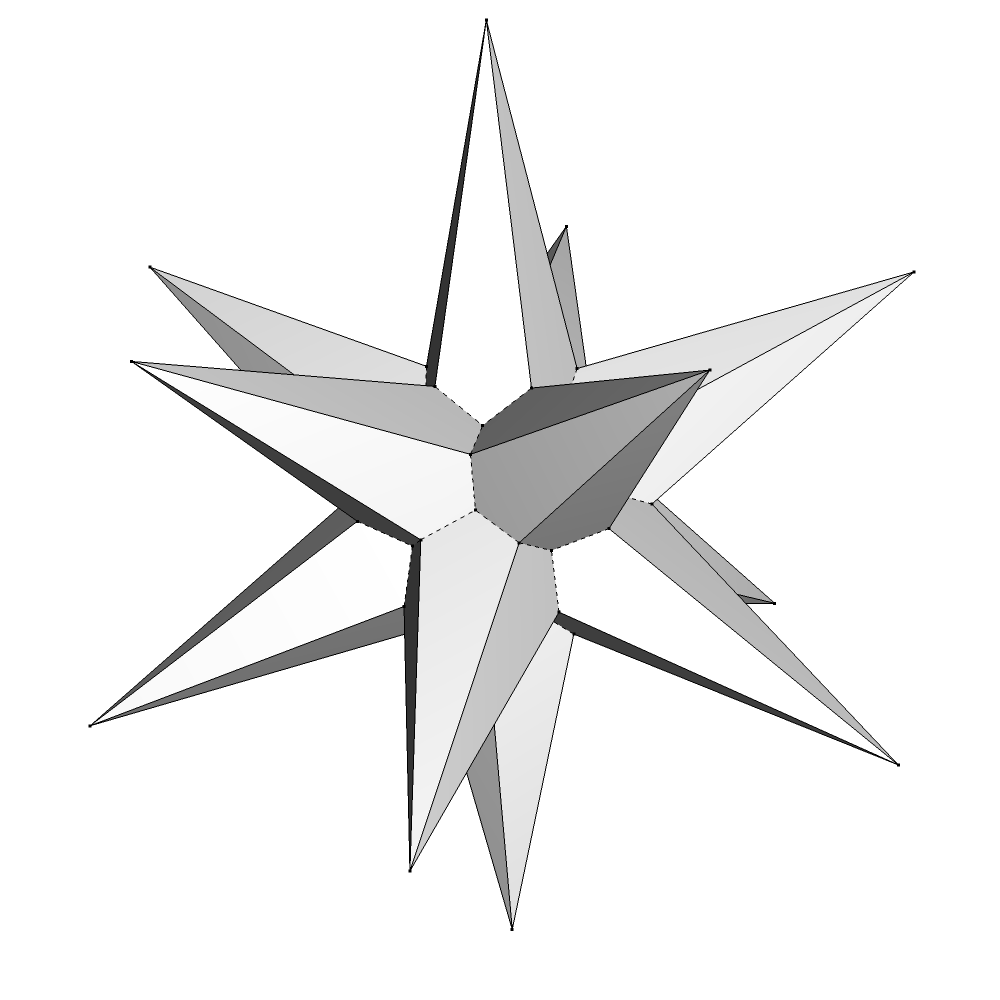
A noua stelare